# Левурда (річка)
Левурда — річка у Самбірському районі Львівської області, ліва притока Яблуньки (басейн Дністра).

## Опис
Довжина річки приблизно 6 км. Висота витоку над рівнем моря — 483 м, висота гирла — 375 м, падіння річки — 108 м, похил річки — 18 м/км. Формується з багатьох безіменних струмків.

## Розташування
Бере початок у лісовому масиві на південно-східній околиці села Великої Сушиці. Тече переважно на південний схід і на західній околиці села Стрільбичі впадає у річку Яблуньку, ліву притоку Дністра.